# Pakoti Corona
 (juillet 2018).
Pakoti Corona est une corona, formation géologique en forme de couronne, située sur la planète Vénus par -38,8° S et 42,4° E. Elle est localisée dans le quadrangle d'Agnesi. Elle a été nommée en référence à Pakoti, Maori (Nouvelle-Zélande), mère d'une plante à fibres très importante sur le plan culturel, harakeke («lin de Nouvelle-Zélande»), ancêtre et épouse de Tane, père des plantes.

## Géographie et géologie
Pakoti Corona couvre une surface circulaire d'environ 75 km de diamètre. 